# Biofarmacologia

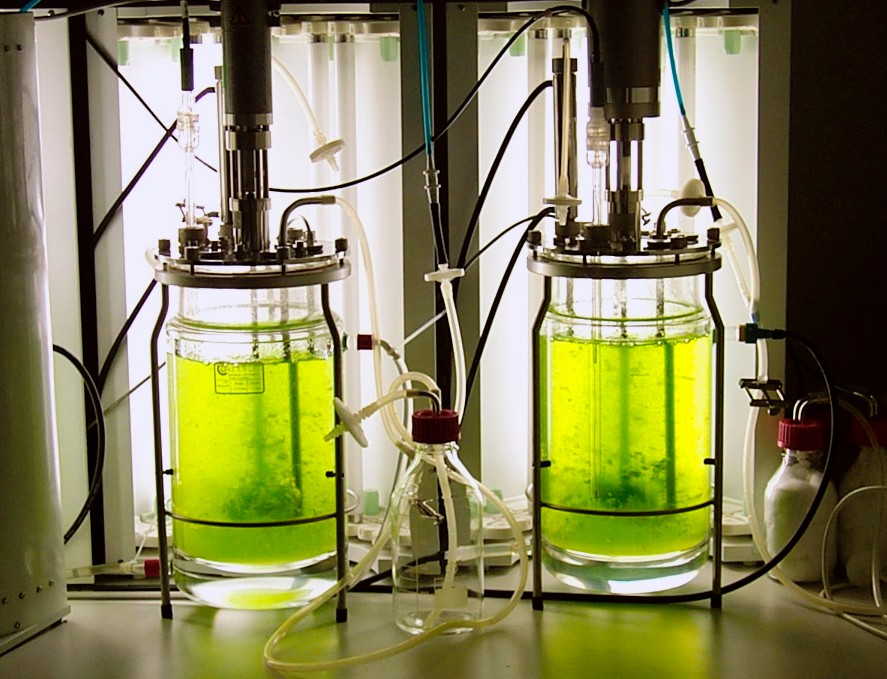
Bioreactor de molsa per a la producció de productes biofarmacèutics.

La biofarmacologia o biotecnologia farmacèutica és el camp interdisciplinari entre la farmacologia i la biotecnologia consistent en l'obtenció de fàrmacs d'origen biològic (biofàrmacs) en bioreactors.
Un gran avantatge de fer servir aquesta via d'obtenció en comptes de la síntesi química és que s'evita la racemització del producte, de manera que s'obté una elevada quantitat de producte més fàcilment purificable dels productes semblants i, per tant, el procés aconsegueix augmentar el rendiment i baixar els costos.
Un altre avantatge consisteix en l'obtenció de compostos que són pràcticament impossibles d'obtenir per qualsevol altra via com ara moltes de les proteïnes recombinants.
També comporta una mesura de seguretat. Abans s'obtenia l'hormona del creixement de la glàndula pituïtària de cadàvers; més tard es va descobrir que diverses persones injectades amb aquestes hormones havien estat infectades amb prions de manera que havien desenvolupat la malaltia de Creutzfeldt-Jakob. També hi ha indicis de què el virus de la SIDA es podria haver contagiat a l'home mitjançant vacunes de la pòlio d'origen simi. Eliminant la font animal del fàrmac o de proteïnes en el cultiu, s'evita també que hi hagi salts interespècie de patògens.
Tècnicament, segons la definició també es podria considerar part de la biofarmacologia un vector de teràpia gènica, però a la pràctica es considera un camp diferent.
Un cas especial és quan el bioreactor és una planta o un animal que per enginyeria genètica produeix un fàrmac que fa efecte per ingestió i sense necessitat de purificació. En aquest cas es parla de pharming.